# Jawad El Yamiq
Jawad El Yamiq (arabisch جواد اليميق, DMG Ǧawād al-Yamīq; * 29. Februar 1992 in Khouribga) ist ein marokkanischer Fußballspieler. Er ist auf dem Spielfeld in der Abwehr beheimatet und führt diese Rolle dort als Innenverteidiger aus.

## Karriere

### Verein
Ende Januar 2012 wechselte er von deren Reserve-Mannschaft in den Kader der ersten Mannschaft von Olympique Khouribga. Nach mehreren Jahren hier, wechselte er zur Saison 2016/17 zu Raja Casablanca. Diese verließ er dann wiederum im Januar 2018 in Richtung Italien, wo er sich dem CFC Genua anschloss. Hier kam er zu ein paar Spielen in der Serie A und wurde danach zur Spielzeit 2018/19 an AC Perugia verliehen, wo er auch für den Rest der Spielzeit verbrachte. Im Januar 2020 ging es weiter per erneuter Leihe nach Spanien zu Real Saragossa, hier blieb er dann noch einmal bis zum Saisonende der laufenden Spielzeit. Seit September 2020 war Teil des Kaders von Real Valladolid. Von dort wechselte er im Sommer 2023 in die Saudi Pro League zu al-Wehda. 

### Nationalmannschaft
Seinen ersten bekannten Einsatz im Dress der marokkanischen Nationalmannschaft hatte er am 16. Januar 2016 bei einem 0:0 gegen Gabun in der Gruppenphase der Afrikanischen Nationenmeisterschaft 2016. Hier kam er auch noch in den zwei weiteren Gruppenpartien der Mannschaft zum Einsatz. Nach ein paar Freundschaftsspielen im nächsten Jahr, wurde er auch in einem Spiel der Qualifikation für den Afrika-Cup 2019 eingesetzt. Auch bei der Afrikanischen Nationenmeisterschaft 2018 war er dabei und erreichte am Ende mit seinem Team den Titelgewinn.
Danach wurden es wieder ein paar weniger Einsätze, nach ein paar Einsätzen in der Qualifikation wurde er schließlich auch für den finalen Kader bei der Endrunde der Weltmeisterschaft 2022 nominiert.

## Erfolge
- Marokkanischer Pokalsieger: 2016, 2017
- Sieger der Afrikanischen Nationenmeisterschaft: 2018